# Coupe du monde de football juniors 1993
Navigation
Portugal  1991 Qatar 1995
La Coupe du monde de football des moins de 20 ans 1993 est la 9e édition de la Coupe du monde de football des moins de 20 ans. Elle est organisée par l’Australie du 5 au 20 mars 1993.
Seize équipes des différentes confédérations prennent part à la compétition, qualifiées par le biais des championnats organisés au niveau continental. Seuls les joueurs nés après le 1er janvier 1973 peuvent prendre part à la compétition. Deux sélections « particulières » participent à la compétition : la jeune équipe d’Allemagne réunifiée et la Russie, apparue sur la scène sportive internationale après la fin de la CEI.
Le Brésil s'affiche en tête du palmarès en remportant un troisième titre mondial de la catégorie après sa victoire en finale face au Ghana 2 buts à 1. Emmenés par Adriano, désigné Ballon d’Or à l’issue du tournoi, les jeunes Auriverde sont seulement accrochés par l’Arabie saoudite au premier tour avant de tout renverser sur leur passage (Mexique, Norvège, États-Unis, Australie et Ghana). La troisième place est obtenue par une équipe d’Angleterre enfin au niveau après plusieurs échecs en Coupe du monde. Le pays organisateur, l’Australie, termine une nouvelle fois à la 4e place, comme lors de la dernière édition au Portugal.
Très peu de surprises lors de ce rendez-vous mondial. Les quarts de finale mettent aux prises des équipes de toutes les confédérations, à l’exception notable de l’Asie (représentée par l’Arabie saoudite et la Corée du Sud) qui n’a pas su gagner (1 seule défaite et 5 nuls à eux deux en 6 matchs) : 2 équipes pour l’Europe, l’Amérique du Nord, l’Amérique du Sud et une équipe pour l’Afrique et l’Océanie. La seule grosse défaillance est à mettre à l’ordre du Portugal, double tenant du titre et sorti sans gloire au premier tour après 3 défaites en autant de rencontres.

## Pays qualifiés
| Confédération              | Tournoi qualificatif                                                                     | Qualifié(s)                                          |
| -------------------------- | ---------------------------------------------------------------------------------------- | ---------------------------------------------------- |
| AFC (Asie)                 | Coupe d'Asie des nations de football des moins de 19 ans 1993                            | Corée du Sud Arabie saoudite                         |
| CAF (Afrique)              | Coupe d'Afrique des nations junior 1993                                                  | Cameroun Ghana                                       |
| CONCACAF                   | Championnat d'Amérique du Nord, centrale et Caraïbe de football des moins de 20 ans 1992 | États-Unis Mexique                                   |
| CONMEBOL (Amérique du Sud) | Championnat des moins de 20 ans de la CONMEBOL 1992                                      | Colombie Uruguay Brésil                              |
| UEFA (Europe)              | Championnat d'Europe de football des moins de 19 ans 1992                                | Russie Allemagne Portugal Angleterre Turquie Norvège |
|                            | Qualifié d'office en tant que pays hôte                                                  | Australie                                            |

## Premier tour

### Groupe A
| Classement final |           |     |   |   |   |   |    |    |      |
|                  | Équipe    | Pts | J | G | N | P | BP | BC | Diff |
| 1                | Russie    | 4   | 3 | 2 | 0 | 1 | 6  | 5  | +1   |
| 2                | Australie | 4   | 3 | 2 | 0 | 1 | 5  | 4  | +1   |
| 3                | Cameroun  | 2   | 3 | 1 | 0 | 2 | 5  | 5  | 0    |
| 4                | Colombie  | 2   | 3 | 1 | 0 | 2 | 5  | 7  | -2   |

| 5 mars  | Australie | 2 | 1 | Colombie  |
| 6 mars  | Russie    | 2 | 1 | Cameroun  |
| 8 mars  | Cameroun  | 2 | 3 | Colombie  |
| 8 mars  | Russie    | 1 | 3 | Australie |
| 11 mars | Australie | 0 | 2 | Cameroun  |
| 11 mars | Russie    | 3 | 1 | Colombie  |

1re journée
| 5 mars 1993 | Australie                | 2 - 1 | Colombie     | Sydney Football Stadium, Sydney                     |                                                     |
| 20:30       | Milicic 39e · Muscat 78e |       | Zambrano 35e | Spectateurs : 31 883 Arbitrage : Kim Milton Nielsen | Spectateurs : 31 883 Arbitrage : Kim Milton Nielsen |
| 20:30       | (Rapport)                |       |              | Spectateurs : 31 883 Arbitrage : Kim Milton Nielsen | Spectateurs : 31 883 Arbitrage : Kim Milton Nielsen |

| 6 mars 1993 | Russie                     | 2 - 0 | Cameroun | Canberra Stadium, Canberra                       |                                                  |
| 20:30       | Zazulin 1re · Karataev 37e |       |          | Spectateurs : 5 362 Arbitrage : Renato Marsiglia | Spectateurs : 5 362 Arbitrage : Renato Marsiglia |
| 20:30       | (Rapport)                  |       |          | Spectateurs : 5 362 Arbitrage : Renato Marsiglia | Spectateurs : 5 362 Arbitrage : Renato Marsiglia |

2e journée
| 8 mars 1993 | Cameroun              | 2 - 3 | Colombie                         | Canberra Stadium, Canberra                            |                                                       |
| 18:15       | Foé 33e · N'Diefi 44e |       | Zambrano 43e, 83e · Restrepo 45e | Spectateurs : 3 749 Arbitrage : Essa Rashed Al-Jassas | Spectateurs : 3 749 Arbitrage : Essa Rashed Al-Jassas |
| 18:15       | (Rapport)             |       |                                  | Spectateurs : 3 749 Arbitrage : Essa Rashed Al-Jassas | Spectateurs : 3 749 Arbitrage : Essa Rashed Al-Jassas |

| 8 mars 1993 | Russie     | 1 - 3 | Australie                                        | Sydney Football Stadium, Sydney                  |                                                  |
| 20:30       | Chudin 18e |       | Magomedov 12e (csc) · Milicic 69e · Agostino 81e | Spectateurs : 18 982 Arbitrage : Rodrigo Badilla | Spectateurs : 18 982 Arbitrage : Rodrigo Badilla |
| 20:30       | (Rapport)  |       |                                                  | Spectateurs : 18 982 Arbitrage : Rodrigo Badilla | Spectateurs : 18 982 Arbitrage : Rodrigo Badilla |

3e journée
| 11 mars 1993 | Russie                                          | 3 - 1 | Colombie               | Sydney Football Stadium, Sydney                     |                                                     |
| 18:15        | Karataev 6e (pen.) · Ananko 19e · Savchenko 86e |       | Betancourth 63e (pen.) | Spectateurs : 27 581 Arbitrage : Kim Milton Nielsen | Spectateurs : 27 581 Arbitrage : Kim Milton Nielsen |
| 18:15        | (Rapport)                                       |       |                        | Spectateurs : 27 581 Arbitrage : Kim Milton Nielsen | Spectateurs : 27 581 Arbitrage : Kim Milton Nielsen |

| 11 mars 1993 | Australie | 0 - 2 | Cameroun                 | Sydney Football Stadium, Sydney                   |                                                   |
| 20:30        |           |       | Tchoutang 44e · Embé 90e | Spectateurs : 27 581 Arbitrage : Renato Marsiglia | Spectateurs : 27 581 Arbitrage : Renato Marsiglia |
| 20:30        | (Rapport) |       |                          | Spectateurs : 27 581 Arbitrage : Renato Marsiglia | Spectateurs : 27 581 Arbitrage : Renato Marsiglia |

### Groupe B
| Classement final |           |     |   |   |   |   |    |    |      |
|                  | Équipe    | Pts | J | G | N | P | BP | BC | Diff |
| 1                | Uruguay   | 5   | 3 | 2 | 1 | 0 | 5  | 3  | +2   |
| 2                | Ghana     | 4   | 3 | 1 | 2 | 0 | 5  | 3  | +2   |
| 3                | Allemagne | 3   | 3 | 1 | 1 | 1 | 4  | 4  | 0    |
| 4                | Portugal  | 0   | 3 | 0 | 0 | 3 | 1  | 5  | -4   |

| 6 mars  | Allemagne | 1 | 0 | Portugal  |
| 6 mars  | Ghana     | 1 | 1 | Uruguay   |
| 9 mars  | Ghana     | 2 | 2 | Allemagne |
| 9 mars  | Uruguay   | 2 | 1 | Portugal  |
| 11 mars | Uruguay   | 2 | 1 | Allemagne |
| 11 mars | Ghana     | 2 | 0 | Portugal  |

1re journée
| 6 mars 1993 | Allemagne   | 1 - 0 | Portugal | Suncorp Stadium, Brisbane                    |                                              |
| 18:15       | Jancker 86e |       |          | Spectateurs : 15 000 Arbitrage : Rémi Harrel | Spectateurs : 15 000 Arbitrage : Rémi Harrel |
| 18:15       | (Rapport)   |       |          | Spectateurs : 15 000 Arbitrage : Rémi Harrel | Spectateurs : 15 000 Arbitrage : Rémi Harrel |

| 6 mars 1993 | Uruguay    | 1 - 1 | Ghana       | Suncorp Stadium, Brisbane                    |                                              |
| 20:30       | Correa 22e |       | Ahinful 72e | Spectateurs : 15 000 Arbitrage : Ahmet Çakar | Spectateurs : 15 000 Arbitrage : Ahmet Çakar |
| 20:30       | (Rapport)  |       |             | Spectateurs : 15 000 Arbitrage : Ahmet Çakar | Spectateurs : 15 000 Arbitrage : Ahmet Çakar |

2e journée
| 9 mars 1993 | Ghana                  | 2 - 2 | Allemagne                       | Suncorp Stadium, Brisbane                                 |                                                           |
| 18:15       | Kuffour 36e · Duah 70e |       | Breitenreiter 39e · Jancker 80e | Spectateurs : 6 000 Arbitrage : Letchmanasamy Kathirveloo | Spectateurs : 6 000 Arbitrage : Letchmanasamy Kathirveloo |
| 18:15       | (Rapport)              |       |                                 | Spectateurs : 6 000 Arbitrage : Letchmanasamy Kathirveloo | Spectateurs : 6 000 Arbitrage : Letchmanasamy Kathirveloo |

| 9 mars 1993 | Uruguay         | 2 - 1 | Portugal  | Suncorp Stadium, Brisbane                            |                                                      |
| 20:30       | O’Neill 8e, 87e |       | Bambo 32e | Spectateurs : 6 000 Arbitrage : Fredy Burgos Escobar | Spectateurs : 6 000 Arbitrage : Fredy Burgos Escobar |
| 20:30       | (Rapport)       |       |           | Spectateurs : 6 000 Arbitrage : Fredy Burgos Escobar | Spectateurs : 6 000 Arbitrage : Fredy Burgos Escobar |

3e journée
| 11 mars 1993 | Uruguay                     | 2 - 1 | Allemagne         | Suncorp Stadium, Brisbane                   |                                             |
| 18:15        | Diego Lopez 2e · Correa 65e |       | Breitenreiter 74e | Spectateurs : 7 000 Arbitrage : Ahmet Çakar | Spectateurs : 7 000 Arbitrage : Ahmet Çakar |
| 18:15        | (Rapport)                   |       |                   | Spectateurs : 7 000 Arbitrage : Ahmet Çakar | Spectateurs : 7 000 Arbitrage : Ahmet Çakar |

| 11 mars 1993 | Ghana                    | 2 - 0 | Portugal | Suncorp Stadium, Brisbane                                 |                                                           |
| 20:30        | Lamptey 5e · Akonnor 42e |       |          | Spectateurs : 7 000 Arbitrage : Letchmanasamy Kathirveloo | Spectateurs : 7 000 Arbitrage : Letchmanasamy Kathirveloo |
| 20:30        | (Rapport)                |       |          | Spectateurs : 7 000 Arbitrage : Letchmanasamy Kathirveloo | Spectateurs : 7 000 Arbitrage : Letchmanasamy Kathirveloo |

### Groupe C
| Classement final |              |     |   |   |   |   |    |    |      |
|                  | Équipe       | Pts | J | G | N | P | BP | BC | Diff |
| 1                | Angleterre   | 5   | 3 | 2 | 1 | 0 | 3  | 1  | +2   |
| 2                | États-Unis   | 3   | 3 | 1 | 1 | 1 | 8  | 3  | +5   |
| 3                | Corée du Sud | 3   | 3 | 0 | 3 | 0 | 4  | 4  | 0    |
| 4                | Turquie      | 1   | 3 | 0 | 1 | 2 | 1  | 8  | -7   |

| 7 mars  | Angleterre   | 2 | 1 | Corée du Sud |
| 7 mars  | États-Unis   | 6 | 0 | Turquie      |
| 9 mars  | Angleterre   | 1 | 0 | États-Unis   |
| 9 mars  | Corée du Sud | 1 | 1 | Turquie      |
| 11 mars | Angleterre   | 1 | 0 | Turquie      |
| 11 mars | États-Unis   | 2 | 2 | Corée du Sud |

1re journée
| 7 mars 1993 | Angleterre | 1 - 1 | Corée du Sud     | Olympic Park Stadium, Melbourne               |                                               |
| 18:15       | Pearce 82e |       | Watson 32e (csc) | Spectateurs : 15 732 Arbitrage : Hellmut Krug | Spectateurs : 15 732 Arbitrage : Hellmut Krug |
| 18:15       | (Rapport)  |       |                  | Spectateurs : 15 732 Arbitrage : Hellmut Krug | Spectateurs : 15 732 Arbitrage : Hellmut Krug |

| 7 mars 1993 | États-Unis                                          | 6 - 0 | Turquie | Olympic Park Stadium, Melbourne               |                                               |
| 20:30       | Baba 22e · Joseph 26e, 72e · Faklaris 28e, 46e, 90e |       |         | Spectateurs : 15 732 Arbitrage : Jorge Nieves | Spectateurs : 15 732 Arbitrage : Jorge Nieves |
| 20:30       | (Rapport)                                           |       |         | Spectateurs : 15 732 Arbitrage : Jorge Nieves | Spectateurs : 15 732 Arbitrage : Jorge Nieves |

2e journée
| 9 mars 1993 | Angleterre        | 1 – 0 | États-Unis | Olympic Park Stadium, Melbourne              |                                              |
| 18:15       | Bart-Williams 69e |       |            | Spectateurs : 9 274 Arbitrage : Jorge Nieves | Spectateurs : 9 274 Arbitrage : Jorge Nieves |
| 18:15       | (Rapport)         |       |            | Spectateurs : 9 274 Arbitrage : Jorge Nieves | Spectateurs : 9 274 Arbitrage : Jorge Nieves |

| 9 mars 1993 | Corée du Sud   | 1 – 1 | Turquie    | Olympic Park Stadium, Melbourne                              |                                                              |
| 20:30       | Cho Jin-ho 48e |       | Recber 85e | Spectateurs : 9 274 Arbitrage : Dodji Mawuk Hounnake Kouassi | Spectateurs : 9 274 Arbitrage : Dodji Mawuk Hounnake Kouassi |
| 20:30       | (Rapport)      |       |            | Spectateurs : 9 274 Arbitrage : Dodji Mawuk Hounnake Kouassi | Spectateurs : 9 274 Arbitrage : Dodji Mawuk Hounnake Kouassi |

3e journée
| 11 mars 1993 | Angleterre  | 1 – 0 | Turquie | Olympic Park Stadium, Melbourne               |                                               |
| 18:15        | Joachim 12e |       |         | Spectateurs : 12 972 Arbitrage : Jorge Nieves | Spectateurs : 12 972 Arbitrage : Jorge Nieves |
| 18:15        | (Rapport)   |       |         | Spectateurs : 12 972 Arbitrage : Jorge Nieves | Spectateurs : 12 972 Arbitrage : Jorge Nieves |

| 11 mars 1993 | États-Unis               | 2 - 2 | Corée du Sud          | Olympic Park Stadium, Melbourne               |                                               |
| 20:30        | Kelly 37e · Zavagnin 78e |       | Lee Ki-hyung 39e, 52e | Spectateurs : 12 972 Arbitrage : Hellmut Krug | Spectateurs : 12 972 Arbitrage : Hellmut Krug |
| 20:30        | (Rapport)                |       |                       | Spectateurs : 12 972 Arbitrage : Hellmut Krug | Spectateurs : 12 972 Arbitrage : Hellmut Krug |

### Groupe D
| Classement final |                 |     |   |   |   |   |    |    |      |
|                  | Équipe          | Pts | J | G | N | P | BP | BC | Diff |
| 1                | Brésil          | 5   | 3 | 2 | 1 | 0 | 4  | 1  | +3   |
| 2                | Mexique         | 4   | 3 | 2 | 0 | 1 | 6  | 3  | +3   |
| 3                | Arabie saoudite | 2   | 3 | 0 | 2 | 1 | 1  | 2  | -1   |
| 4                | Norvège         | 1   | 3 | 0 | 1 | 2 | 0  | 5  | -5   |

| 7 mars  | Mexique         | 3 | 0 | Norvège         |
| 7 mars  | Brésil          | 0 | 0 | Arabie saoudite |
| 9 mars  | Arabie saoudite | 0 | 0 | Norvège         |
| 9 mars  | Brésil          | 2 | 1 | Mexique         |
| 11 mars | Brésil          | 2 | 0 | Norvège         |
| 11 mars | Mexique         | 2 | 1 | Arabie saoudite |

1re journée
| 7 mars 1993 | Mexique                     | 3 - 0 | Norvège | Hindmarsh Stadium, Adélaïde                     |                                                 |
| 18:15       | Nieto 45e, 71e · Olalde 84e |       |         | Spectateurs : 10 000 Arbitrage : Richard Lorenc | Spectateurs : 10 000 Arbitrage : Richard Lorenc |
| 18:15       | (Rapport)                   |       |         | Spectateurs : 10 000 Arbitrage : Richard Lorenc | Spectateurs : 10 000 Arbitrage : Richard Lorenc |

| 7 mars 1993 | Brésil    | 0 - 0 | Arabie saoudite | Hindmarsh Stadium, Adélaïde                         |                                                     |
| 20:30       |           |       |                 | Spectateurs : 10 000 Arbitrage : Serguei Khussainov | Spectateurs : 10 000 Arbitrage : Serguei Khussainov |
| 20:30       | (Rapport) |       |                 | Spectateurs : 10 000 Arbitrage : Serguei Khussainov | Spectateurs : 10 000 Arbitrage : Serguei Khussainov |

2e journée
| 9 mars 1993 | Arabie saoudite | 0 - 0 | Norvège | Hindmarsh Stadium, Adélaïde                 |                                             |
| 18:15       |                 |       |         | Spectateurs : 10 000 Arbitrage : Omer Yengo | Spectateurs : 10 000 Arbitrage : Omer Yengo |
| 18:15       | (Rapport)       |       |         | Spectateurs : 10 000 Arbitrage : Omer Yengo | Spectateurs : 10 000 Arbitrage : Omer Yengo |

| 9 mars 1993 | Brésil                               | 2 - 1 | Mexique   | Hindmarsh Stadium, Adélaïde                          |                                                      |
| 20:30       | Adriano 22e (pen.) · Gian 56e (pen.) |       | Nieto 80e | Spectateurs : 10 000 Arbitrage : Armando Pérez Hoyos | Spectateurs : 10 000 Arbitrage : Armando Pérez Hoyos |
| 20:30       | (Rapport)                            |       |           | Spectateurs : 10 000 Arbitrage : Armando Pérez Hoyos | Spectateurs : 10 000 Arbitrage : Armando Pérez Hoyos |

3e journée
| 11 mars 1993 | Brésil                 | 2 - 0 | Norvège | Hindmarsh Stadium, Adélaïde                        |                                                    |
| 18:15        | Gian 59e · Adriano 62e |       |         | Spectateurs : 7 000 Arbitrage : Serguei Khussainov | Spectateurs : 7 000 Arbitrage : Serguei Khussainov |
| 18:15        | (Rapport)              |       |         | Spectateurs : 7 000 Arbitrage : Serguei Khussainov | Spectateurs : 7 000 Arbitrage : Serguei Khussainov |

| 11 mars 1993 | Mexique          | 2 - 1 | Arabie saoudite | Hindmarsh Stadium, Adélaïde                    |                                                |
| 20:30        | Salazar 60e, 72e |       | Al-Takrouni 5e  | Spectateurs : 7 000 Arbitrage : Richard Lorenc | Spectateurs : 7 000 Arbitrage : Richard Lorenc |
| 20:30        | (Rapport)        |       |                 | Spectateurs : 7 000 Arbitrage : Richard Lorenc | Spectateurs : 7 000 Arbitrage : Richard Lorenc |

## Tableau final
|  | Quarts de finale    | Quarts de finale | Quarts de finale    | Quarts de finale |           |           | Demi-finales     | Demi-finales     | Demi-finales                  | Demi-finales                  |                               |                               | Finale           | Finale           | Finale           | Finale           |
|  |                     |                  |                     |                  |           |           |                  |                  |                               |                               |                               |                               |                  |                  |                  |                  |
|  | 13 mars - Sydney    | 13 mars - Sydney | 13 mars - Sydney    | 13 mars - Sydney |           |           | 17 mars - Sydney | 17 mars - Sydney | 17 mars - Sydney              | 17 mars - Sydney              |                               |                               | 20 mars - Sydney | 20 mars - Sydney | 20 mars - Sydney | 20 mars - Sydney |
|  | 13 mars - Sydney    | 13 mars - Sydney | 13 mars - Sydney    | 13 mars - Sydney |           |           | 17 mars - Sydney | 17 mars - Sydney | 17 mars - Sydney              | 17 mars - Sydney              |                               |                               | 20 mars - Sydney | 20 mars - Sydney | 20 mars - Sydney | 20 mars - Sydney |
|  | Russie              | Russie           | 0                   | 0                |           |           | 17 mars - Sydney | 17 mars - Sydney | 17 mars - Sydney              | 17 mars - Sydney              |                               |                               | 20 mars - Sydney | 20 mars - Sydney | 20 mars - Sydney | 20 mars - Sydney |
|  | Russie              | Russie           | 0                   | 0                |           |           | 17 mars - Sydney | 17 mars - Sydney | 17 mars - Sydney              | 17 mars - Sydney              |                               |                               | 20 mars - Sydney | 20 mars - Sydney | 20 mars - Sydney | 20 mars - Sydney |
|  | Ghana               | Ghana            | 3                   | 3                |           |           | 17 mars - Sydney | 17 mars - Sydney | 17 mars - Sydney              | 17 mars - Sydney              |                               |                               | 20 mars - Sydney | 20 mars - Sydney | 20 mars - Sydney | 20 mars - Sydney |
|  | Ghana               | Ghana            | 3                   | 3                | Ghana     | Ghana     | 2                | 2                |                               |                               |                               |                               | 20 mars - Sydney | 20 mars - Sydney | 20 mars - Sydney | 20 mars - Sydney |
|  | 14 mars - Melbourne |                  |                     |                  | Ghana     | Ghana     | 2                | 2                |                               |                               |                               |                               | 20 mars - Sydney | 20 mars - Sydney | 20 mars - Sydney | 20 mars - Sydney |
|  |                     |                  | Angleterre          | Angleterre       | 1         | 1         |                  |                  |                               |                               |                               |                               | 20 mars - Sydney | 20 mars - Sydney | 20 mars - Sydney | 20 mars - Sydney |
|  | Angleterre          | Angleterre       | Angleterre          | Angleterre       | 1         | 1         | 0ap (4)          | 0ap (4)          |                               |                               |                               |                               | 20 mars - Sydney | 20 mars - Sydney | 20 mars - Sydney | 20 mars - Sydney |
|  | Angleterre          | Angleterre       | 17 mars - Melbourne |                  |           |           | 0ap (4)          | 0ap (4)          |                               |                               |                               |                               | 20 mars - Sydney | 20 mars - Sydney | 20 mars - Sydney | 20 mars - Sydney |
|  | Mexique             | Mexique          | 0 tab(3)            | 0 tab(3)         |           |           |                  |                  |                               |                               |                               |                               | 20 mars - Sydney | 20 mars - Sydney | 20 mars - Sydney | 20 mars - Sydney |
|  | Mexique             | Mexique          | 0 tab(3)            | 0 tab(3)         | Ghana     | Ghana     | 1                | 1                |                               |                               |                               |                               |                  |                  |                  |                  |
|  | 13 mars - Brisbane  |                  |                     |                  | Ghana     | Ghana     | 1                | 1                |                               |                               |                               |                               |                  |                  |                  |                  |
|  |                     |                  | Brésil              | Brésil           | 2         | 2         |                  |                  |                               |                               |                               |                               |                  |                  |                  |                  |
|  | Uruguay             | Uruguay          | Brésil              | Brésil           | 2         | 2         | 1                | 1                |                               |                               |                               |                               |                  |                  |                  |                  |
|  | Uruguay             | Uruguay          |                     |                  |           |           |                  |                  |                               |                               |                               |                               |                  |                  |                  |                  |
|  | Australie           | Australie        | 2 ap                | 2 ap             |           |           |                  |                  |                               |                               |                               |                               |                  |                  |                  |                  |
|  | Australie           | Australie        | 2 ap                | 2 ap             | Australie | Australie | 0                | 0                | Match pour la troisième place | Match pour la troisième place | Match pour la troisième place | Match pour la troisième place |                  |                  |                  |                  |
|  | 14 mars - Adélaïde  |                  |                     |                  | Australie | Australie | 0                | 0                | Match pour la troisième place | Match pour la troisième place | Match pour la troisième place | Match pour la troisième place |                  |                  |                  |                  |
|  |                     |                  | Brésil              | Brésil           | 2         | 2         |                  |                  | 20 mars - Sydney              | 20 mars - Sydney              | 20 mars - Sydney              | 20 mars - Sydney              |                  |                  |                  |                  |
|  | Brésil              | Brésil           | Brésil              | Brésil           | 2         | 2         | 3                | 3                | 20 mars - Sydney              | 20 mars - Sydney              | 20 mars - Sydney              | 20 mars - Sydney              |                  |                  |                  |                  |
|  | Brésil              | Brésil           |                     |                  |           |           |                  | 3                |                               |                               | Angleterre                    | Angleterre                    | 2                | 2                |                  |                  |
|  | États-Unis          | États-Unis       | 0                   | 0                |           |           |                  |                  |                               |                               | Angleterre                    | Angleterre                    | 2                | 2                |                  |                  |
|  | États-Unis          | États-Unis       | 0                   | 0                | Australie | Australie | 1                | 1                |                               |                               |                               |                               |                  |                  |                  |                  |
|  |                     |                  |                     |                  |           |           |                  |                  |                               |                               |                               |                               |                  |                  |                  |                  |

### Quarts-de-finale
| 13 mars 1993 | Uruguay         | 1 - 2 a. p. · | Australie                  | Suncorp Stadium, Brisbane                    |                                              |
| 18:15        | Sena Lamela 21e |               | Agostino 59e · Carbone 99e | Spectateurs : 14 000 Arbitrage : Rémi Harrel | Spectateurs : 14 000 Arbitrage : Rémi Harrel |
| 18:15        | (Rapport)       |               |                            | Spectateurs : 14 000 Arbitrage : Rémi Harrel | Spectateurs : 14 000 Arbitrage : Rémi Harrel |

| 13 mars 1993 | Russie    | 0 - 3 | Ghana                              | Sydney Football Stadium, Sydney                  |                                                  |
| 20:30        |           |       | Ahinful 72e · Addo 75e · Asare 83e | Spectateurs : 16 710 Arbitrage : Rodrigo Badilla | Spectateurs : 16 710 Arbitrage : Rodrigo Badilla |
| 20:30        | (Rapport) |       |                                    | Spectateurs : 16 710 Arbitrage : Rodrigo Badilla | Spectateurs : 16 710 Arbitrage : Rodrigo Badilla |

| 14 mars 1993 | Angleterre      | 0 - 0 a. p. | Mexique | Olympic Park Stadium, Melbourne               |                                               |
| 18:15        |                 |             |         | Spectateurs : 11 000 Arbitrage : Hellmut Krug | Spectateurs : 11 000 Arbitrage : Hellmut Krug |
| 18:15        | (Rapport)       |             |         | Spectateurs : 11 000 Arbitrage : Hellmut Krug | Spectateurs : 11 000 Arbitrage : Hellmut Krug |
| 18:15        | Tirs au but 4-3 |             |         | Spectateurs : 11 000 Arbitrage : Hellmut Krug | Spectateurs : 11 000 Arbitrage : Hellmut Krug |

| 14 mars 1993 | Brésil                       | 3 - 0 | États-Unis | Hindmarsh Stadium, Adélaïde                         |                                                     |
| 20:30        | Bruno 32e, 90e · Adriano 51e |       |            | Spectateurs : 12 000 Arbitrage : Kim Milton Nielsen | Spectateurs : 12 000 Arbitrage : Kim Milton Nielsen |
| 20:30        | (Rapport)                    |       |            | Spectateurs : 12 000 Arbitrage : Kim Milton Nielsen | Spectateurs : 12 000 Arbitrage : Kim Milton Nielsen |

### Demi-finales
| 17 mars 1993 | Australie | 0 - 2 | Brésil                    | Olympic Park Stadium, Melbourne               |                                               |
| 18:30        |           |       | Marcelinho 77e · Caté 89e | Spectateurs : 22 100 Arbitrage : Hellmut Krug | Spectateurs : 22 100 Arbitrage : Hellmut Krug |
| 18:30        | (Rapport) |       |                           | Spectateurs : 22 100 Arbitrage : Hellmut Krug | Spectateurs : 22 100 Arbitrage : Hellmut Krug |

| 17 mars 1993 | Ghana                          | 2 - 1 | Angleterre         | Sydney Football Stadium, Sydney                      |                                                      |
| 20:30        | Ahinful 14e (pen.) · Gargo 24e |       | Pollock 49e (pen.) | Spectateurs : 21 069 Arbitrage : Armando Pérez Hoyos | Spectateurs : 21 069 Arbitrage : Armando Pérez Hoyos |
| 20:30        | (Rapport)                      |       |                    | Spectateurs : 21 069 Arbitrage : Armando Pérez Hoyos | Spectateurs : 21 069 Arbitrage : Armando Pérez Hoyos |

### Match pour la troisième place
| 20 mars 1993 | Angleterre                 | 2 - 1 | Australie   | Sydney Football Stadium, Sydney                            |                                                            |
| 16:30        | Unsworth 39e · Joachim 85e |       | Milicic 52e | Spectateurs : 40 015 Arbitrage : Letchmanasamy Kathirveloo | Spectateurs : 40 015 Arbitrage : Letchmanasamy Kathirveloo |
| 16:30        | (Rapport)                  |       |             | Spectateurs : 40 015 Arbitrage : Letchmanasamy Kathirveloo | Spectateurs : 40 015 Arbitrage : Letchmanasamy Kathirveloo |

### Finale
| 20 mars 1993 | Ghana     | 1 - 2 | Brésil             | Sydney Football Stadium, Sydney              |                                              |
| 19:00        | Duah 15e  |       | Yan 50e · Gian 88e | Spectateurs : 40 015 Arbitrage : Ahmet Çakar | Spectateurs : 40 015 Arbitrage : Ahmet Çakar |
| 19:00        | (Rapport) |       |                    | Spectateurs : 40 015 Arbitrage : Ahmet Çakar | Spectateurs : 40 015 Arbitrage : Ahmet Çakar |

## Vainqueur
| Coupe du monde de football des moins de 20 ans 1993 Brésil Troisième titre |

## Récompenses
| Ballon d'or       | Ballon d'or      | Ballon d'or       |
| ----------------- | ---------------- | ----------------- |
| Adriano           |                  |                   |
| Soulier d'or      | Soulier d'argent | Soulier de bronze |
| Henry Zambrano    | Chris Faklaris   | Vicente Nieto     |
| 3 buts            | 3 buts           | 3 buts            |
| Prix du fair-play |                  |                   |
| Angleterre        |                  |                   |